# USS LST-489
O USS LST-489 foi um navio de guerra norte-americano da classe LST que operou durante a Segunda Guerra Mundial.